# Burgstall Burggen
Der Burgstall Burggen ist eine abgegangene spätmittelalterliche Höhenburg auf 733 m ü. NHN im Flurbereich „Obere Au“ etwa 700 Meter östlich von Forchenmühle, einem Gemeindeteil der Gemeinde Burggen im Landkreis Weilheim-Schongau in Bayern.
Von der ehemaligen Burganlage ist nichts erhalten; heute ist die Stelle als Bodendenkmal D-1-8231-0033 „Burgstall des hohen oder späten Mittelalters“ vom Bayerischen Landesamt für Denkmalpflege erfasst.

## Beschreibung
Die in etwa viereckige Anlage weist von Nordwest nach Südost eine Länge von 90 m und von Nordost nach Südwest eine Breite von 50 m auf. Das Burgareal bildet ein sanft ansteigender und nach Südost abfallender Hügel. Es liegt nördlich des Steinbachs, eines linken Zuflusses des Lechs, und 30 m höher als der Steinbach. Das Burgareal befindet sich in einem Waldgebiet.